# 2 Girls 1 Cup
2 Girls 1 Cup là biệt danh không chính thức của trailer cho Hungry Bitches, một bộ phim khiêu dâm ăn phân Brazil năm 2007 do MFX Media sản xuất. Đoạn phim quảng cáo có hai người phụ nữ đi đại tiện vào cốc, thay phiên nhau ăn phân và nôn vào miệng nhau. Nhạc"Lovers Theme"của Hervé Roy phát trong suốt video này.
"2 Girls 1 Cup" đã trở nên một trong những video gây sốc được biết đến nhiều nhất nhờ chính nội dung của nó cũng như phản ứng của những người xem lần đầu khi thấy nội dung phản cảm của video này. Khoảng giữa tháng 10 năm 2007, các trang web chia sẻ video bao gồm YouTube đã tràn ngập các video về phản ứng của những người xem 2 Girls 1 Cup lần đầu.

## Sản xuất
Người xem thường suy đoán rằng hình ảnh phân trong video rõ ràng thực sự là các chất thực phẩm như đậu nghiền, kem lạnh hoặc bơ đậu phộng. Một số suy đoán rằng chất nôn là có thật, nhưng đã được xử lý trước khi đến dạ dày và không chứa bất kỳ axit dạ dày nào. Trong video, phần lớn chất nôn không chảy vào miệng. Fiorito đã không thành công khi tranh luận trước tòa án rằng phân trong video thực chất là kem sô cô la.

## Bối cảnh
Video có nguồn gốc từ một nhà phân phối và sản xuất phim khiêu dâm người Brazil Marco Antônio Fiorito (sinh ngày 1 tháng 7 năm 1971, tại São Paulo), tự mô tả mình là một "người loạn dục đồ vật cách cưỡng bức". Fiorito bắt đầu có hứng thú sản xuất phim từ năm 1994, và đến năm 1996, ông đã cùng với vợ mình là Joelma Brito, nghệ danh Letícia Miller, bắt đầu kinh doanh phim loạn dục đồ vật và sớm chuyển sang lĩnh vực ăn phân. Bộ phim được sản xuất bởi MFX Video thuộc sở hữu của Fiorito, bên cạnh nhiều công ty khác.
Các nhà chức trách ở Hoa Kỳ đã coi một số bộ phim của Fiorito là tục tĩu và nộp đơn kiện ông Danilo Croce, một luật sư người Brazil sống ở Florida, người được cho là nhân viên của một công ty phân phối các phim do Fiorito sản xuất tại Hoa Kỳ. Fiorito giải thích rằng ông sẽ dừng việc bán phim của mình ở Hoa Kỳ nếu ông biết điều đó là bất hợp pháp. Trong bản tuyên bố của mình, ông viết rằng "Tôi sẽ dừng lại vì tiền không phải là lý do chính khiến tôi làm những bộ phim này". Sau đó, ông nói thêm: "Tôi đã thực hiện các bộ phim loạn dục với phân sử dụng sô cô la thay vì phân". Nhiều diễn viên đồng ý làm phim khiêu dâm ăn phân nhưng không đồng ý ăn phân."
Vài giây đầu tiên của video 2 Cup 1 Girls có chứa dòng chữ "MFX 1209" (mã sản xuất cho Hungry Bitches) và địa chỉ web mfxvideo.com dẫn tới trang web của công ty Video MFX, khiến một số người trong giới truyền thông tin cách sai lệch rằng video là một trong số nhiều video mà Croce đã phải giao nộp Bộ Tư pháp nhưng bằng cách nào đó đã bị rò rỉ trong quá trình này.

## Video phản ứng
Sự phổ biến của 2 Girls 1 Cup được hỗ trợ bởi một loạt các video phản ứng, nghĩa là các video mô tả mọi người phản ứng khi xem nó. Nhiều video tồn tại trên YouTube của Người dùng hiển thị video gốc (tắt camera) cho bạn bè của họ và quay phản ứng của họ, mặc dù một số có thể được dàn dựng. Ngay cả Joe Rogan, người dẫn chương trình Fear Factor, một chương trình khét tiếng với những thứ kinh tởm mà các thí sinh của nó dám ăn, đã phải quay đi trong một video phản ứng được đăng lên blog của mình. Một video phản ứng với sự tham gia của một con rối Kermit the Frog tỏ ra rất phổ biến trên trang web cộng đồng Digg.
Vào tháng 1 năm 2008, Slate đã ghi lại hiện tượng video phản ứng bằng một slideshow có các phản ứng khác nhau. Violet Blue, một tác giả, mô tả trang web này như trở thành"'tubgirl' mới"và làm tất cả ghê sợ trong một khoảnh khắc kinh tởm của phân sô cô late tình yêu trong một bài báo được đăng trên San Francisco Chronicle.
Ngôi sao khiêu dâm kỳ cựu Ron Jeremy phải bỏ chạy khi xem video này trên The Playhouse. Trong cùng một chương trình, ca sĩ Wyclf Jean ngồi yên mà không rời mắt hay thể hiện bất kỳ phản ứng rõ ràng nào, trong khi anh đang gặm ngô. Ace Frehley, Thành viên trước đây của ban nhạc Kiss, đã được cho xem video này trên The Opie và Anthony Show vào tháng 7 năm 2009, và không hề bối rối, tuyên bố:"Có những thứ điên rồ hơn thế đã xảy ra trên đường.""Nerd chính hãng"Toby Radloff đã rất ghê tởm đoạn clip này đến nỗi anh phải xem lại nó ngay lập tức.

## Tác động
Video đã dẫn đến nhiều video nhại và các video gây sốc khác có nội dung tương tự. Một trong những phần tiếp theo phổ biến nhất là 4 Girls Fingerpaint, bao gồm bốn người phụ nữ tự thực hiện các hoạt động ăn phân tương tự. Tiêu đề cũng đã đóng góp cho các tiêu đề và biệt danh của các video gây sốc khác, bao gồm 2 Girls 1 Finger, 8 Girls No Cup, 1 Guy 1 Jar, 1 Guy 1 Screwdriver, 3 Orangutans 1 Blender, 1 Lunatic 1 Icepick và 1 Girl 1 Cake, biệt danh cho video gây sốc năm 2008 Cake Farts. Một đoạn phim ngắn của guitarist John Mayer chiếu trên blog của anh có tựa đề 2 Guys 1 Cup, trong đó Mayer và phóng viên Sherrod Small của Best Week Ever thưởng thức sữa chua đông lạnh Pinkberry giống như cách những người phụ nữ trong bản gốc ăn phân. Diễn viên hài Conan O'Brien đã tạo ra một bản nhại có tên One Guy, Two Bowls do Andy Richter đóng vai chính, với cảnh Andy đang ăn hai bát xúp. Video này được tạo cho trang web hài của O'Brien, Conan. XXX. Các nhà làm phim Justin Roiland và Christian Le Guilloux đã thực hiện một bộ phim dài năm phút có tên 2 Girls, 1 Cup: The Show cho trang web cạnh tranh phim ngắn Channel 101. Nó ra mắt ở vị trí đầu tiên vào ngày 27 tháng 1 năm 2008  Brandon Hardesty đã đăng một video có tên 1 guy 1 lunchable, trong đó anh ta ăn"taco filling"từ một bữa ăn trưa Mini-Taco. Diễn viên hài người Canada Jon Lajoie cũng đã sáng tác một bài hát có tên"2 Girls 1 Cup song", trong đó mô tả các hoạt động trong video như thể hai người phụ nữ đang thể hiện tình yêu của họ dành cho nhau. Video Âm nhạc của anh đã đạt được hơn 10 triệu lượt xem trên YouTube.
Vào năm 2013, công ty MediaMarkt của Đức đã đưa ra thị trường một nhà sản xuất bánh cupcake có tên là"2 Girls 1 Cup-Cake Maker". Khẩu hiệu của sản phẩm là công ty đã làm ra những chiếc bánh cupcake"Ngon đến mức không thể quay phim với nó."
Đoạn video được tham chiếu trong loạt phim hài của Anh The Inbetweeners, trong loạt 2 tập A Night Out in London, với Jay đưa nó lên máy tính xách tay mới của mình và Will phản ứng lại bằng cách nói rằng"không thể là thật, đó phải là sô cô la !". Nó được giải thích bởi một nhà làm phim cho hai người phụ nữ trong tập đầu tiên của Inside Amy Schumer.